# 조슈아 (가수)
조슈아(Joshua, 본명: 조슈아 지수 홍 (Joshua Jisoo Hong), 1995년 12월 30일 ~ )는 대한민국의 보이 그룹 세븐틴의 서브보컬을 맡고 있다. 캘리포니아주 로스앤젤레스 출신의 한국계 미국인 2세이다.

## 학력
- Downtown Magnets High School

## 가수 외 활동

### 라디오
- 2015년 TBS 교통방송 eFM 《K-popular》

### 웹예능
- 2023년 유튜브 《나영석의 와글와글》
- 2024년 유튜브 《소통의 神》

## 같이 보기
- 세븐틴
- 플레디스 엔터테인먼트